# Гельмерсен
Гельмерсен (нем. von Helmersen) — прибалтийский дворянский род.

## Происхождение и история рода
Род Гельмерсенов происходит от гражданина Гамбурга Морица Гельмерса (Moritz Helmers; 1520—1562..
Его потомок, Пауль Гельмерсен, выехал из Брауншвейга в Лифляндию в начале XVII века. Род Гельмерсенов внесён в матрикулы Лифляндского, Курляндского и Эстляндского дворянства и в VI часть родословной книги Екатеринославской губернии.
Петербургская ветвь рода Гельмерсенов:
- Гельмерсен, Отто Фридрих (Otto Friedrich von Helmersen; 30.04.1728 — 22.11.1785) — родоначальник петербургской ветви Гельмерсенов. Родился в 1728 году в мызе Паргель (эст. Парила); был назначен наместником Эзельским и жил в аренсбургском замке; умер в мызе Дукерсгоф (эст. Каммери). Его сестра была женой Кристиана Бернарда Глюка, назва́ного брата царицы Екатерины Алексеевны[2].
- Гельмерсен, Пётр Фёдорович (Peter Bernhard von Helmersen; 03.06.1775 — 08.09.1860) — директор Петербургских Императорских театров[3]; «владелец частной литографской мастерской, с 1820-го по 1827 г., исполнявшей заказы ОПХ <Императорское общество поощрения художеств>, родом из Лифляндии, в 1785 г. учился в Инженерном кадетском корпусе, с 1791-го состоял на русской военной службе, с 1825 г. управляющий немецким театром в Петербурге»; статский советник. Был женат был на Августе-Софии фон Сиверс (Augusta Sophia von Sivers, 29.01.1778 — 20.06.1863)
  - Гельмерсен, Александр Петрович (1797—1852) — генерал-майор, начальник Александровского брестского кадетского корпуса. Пятнадцатилетним поручиком участвовал в Бородинском сражении.
  - Гельмерсен, Павел Петрович (1801—1894)[4]
    - Гельмерсен, Василий Павлович (1840 — после 1914) — военный судья, генерал-лейтенант в отставке[5].
      - Василий Васильевич Гельмерсен (1873—1937) — библиотекарь, художник-силуэтист, автор иллюстраций к поэме Пушкина «Евгений Онегин».

    - Гельмерсен, Николай Павлович (1842—1908) — генерал-лейтенант[6].

  - Григорий (Грегор) Петрович Гельмерсен (1803—1885) — основоположник русской школы геологической картографии, генерал-лейтенант инженерного корпуса, горный инженер, директор Горного института, академик Императорской Петербургской академии наук.

- Гельмерсен, Бенедикт Андреевич (1760—1824)[7] — Георгиевский кавалер (выслуга); полковник; № 2104; 26 ноября 1809.